# Massimo Colaci
Massimo Colaci (Gagliolo del Capo, Italia; 21 de febrero de 1985) es un jugador profesional de voleibol italiano que ocupa la posición de líbero en el Sir Safety Perugia y en la selección italiana.

## Trayectoria

### Clubes
Crecido en las juveniles del Falchi Ugento debuta con el primer equipo en la temporada 2005/2006 y dos años más tarde ficha por el Volley Corigliano disputando su primera temporada en la Serie A1. Sin embargo al final de la temporada regular el equipo desciende en Segunda División y unos meses más tarde desaparece, así que Colaci se marcha al Blu Volley Verona donde se queda por dos temporadas.
Gracias a sus buenas actuaciones con el equipo veronés en verano 2010 ficha por el Trentino Volley en calidad de reserva de Andrea Bari y en su primera temporada consigue un histórico triplete ganando Liga, Champions League y Campeonato Mundial de Clubes. En las dos temporadas siguientes gana otros 6 títulos y en 2013/2014 se convierte en el líbero titular del equipo tras la marcha de Bari, ganando otra Supercopa de Italia. En 2014/2015 gana su tercer campeonato con el equipo trentino, el primero como líbero titular tras derrotar el Pallavolo Modena en la final de los playoff.
Tras 345 partidos con el Trentino Volley en verano 2017 se marcha al Sir Safety Perugia y se convierte en una de las piezas clave del equipo blanco y negro: en la temporada 2017-18 levanta Supercopa, Copa de Italia y Campeonato, mientras que el año siguiente repite título en copa.

### Selección
En verano 2014 debuta en la selección italiana en un partido de la Liga Mundial frente a Polonia y termina la competición llevándose el bronce; tres meses más tarde participa en el Mundial de Polonia 2014.
Entre septiembre y octubre de 2015 es el líbero titular de la selección italiana ganadora de la medalla de plata en la Copa Mundial de 2015 y de la de bronce en el Campeonato europeo de 2015. En verano 2016 es el líbero titular de la selección italiana en los Juegos Olímpicos de Río de Janeiro 2016 donde consigue la medalla de plata.

## Palmarés

### Clubes
- Campeonato de Italia (4) : 2010/2011, 2012/2013, 2014/2015, 2017/18
- Copa de Italia (4) : 2011/2012, 2012/2013, 2017/18, 2018/19
- Supercopa de Italia (3) : 2011, 2013, 2017
- Champions League (1): 2010/2011
- Campeonato Mundial de Clubes (3) : 2010, 2011, 2012